# استفان ویتوریا
استفان ویتوریا (انگلیسی: Steven Vitória؛ زادهٔ ۱۱ ژانویهٔ ۱۹۸۷) بازیکن فوتبال اهل پرتغال است.
از باشگاه‌هایی که در آن بازی کرده‌است می‌توان به باشگاه فوتبال موریرنز، باشگاه ورزشی اولیاننسه، باشگاه فوتبال پورتو، فیلادلفیا یونیون، باشگاه فوتبال بنفیکا، باشگاه فوتبال اسپورتینگ کوویلیا، و باشگاه ورزشی اشتوریل پرایا اشاره کرد.
وی همچنین در تیم‌های ملی فوتبال زیر ۲۰ سال پرتغال، و کانادا بازی کرده‌است.